# Roland Koch

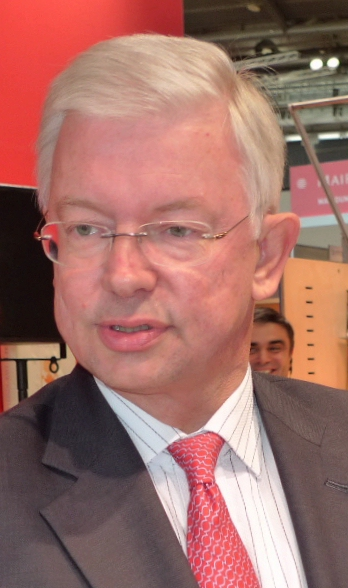
Roland Koch (2010)

Roland Koch (* 24. März 1958 in Frankfurt am Main) ist ein deutscher Manager, Rechtsanwalt und ehemaliger Politiker (CDU). Er war von April 1999 bis August 2010 Ministerpräsident des Landes Hessen. Von 1998 bis 2010 war er zudem Landesvorsitzender der CDU Hessen. Vom 1. März 2011 an war er Vorstandsmitglied und vom 1. Juli 2011 bis zum 8. August 2014 Vorstandsvorsitzender des deutschen Baukonzerns Bilfinger. Seit November 2017 ist er Professor of Management Practice in Regulated Environments an der Frankfurt School of Finance & Management.

## Leben

### Ausbildung und Beruf

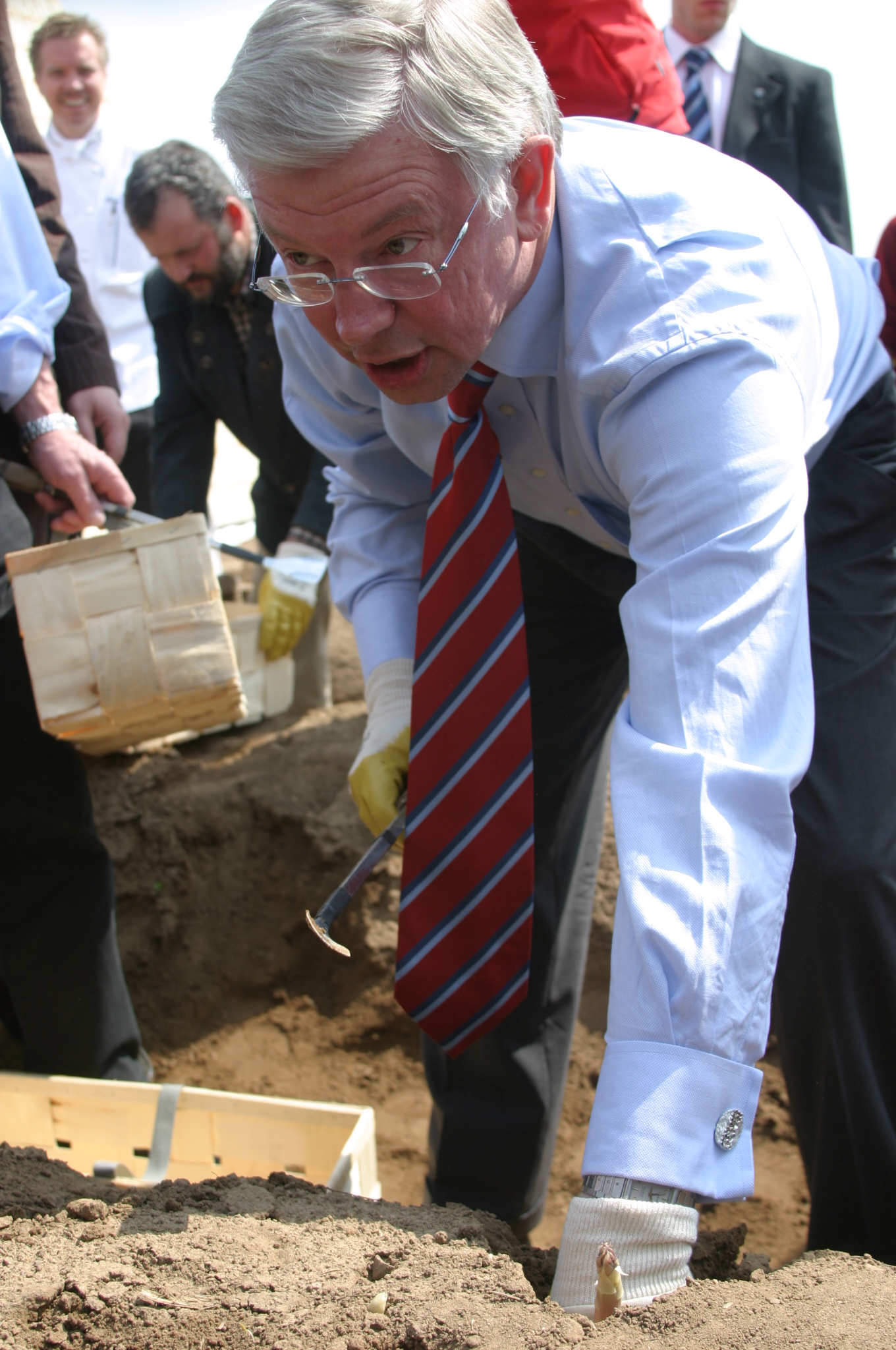
Roland Koch (2006)

Roland Koch wurde als Sohn des Rechtsanwalts und CDU-Politikers Karl-Heinz Koch (1924–2007) und dessen Frau Irmgard, geb. Beck, in Frankfurt am Main geboren und wuchs in Eschborn (Taunus) auf. Sein Vater war von 1970 bis 1987 Landtagsabgeordneter im Hessischen Landtag; 1987 bis 1991 war er hessischer Justizminister (Kabinett Wallmann).
Nach dem Abitur 1977 am Eichwaldgymnasium in Sulzbach (Taunus) leistete Koch  von 1977 bis 1978 seinen Grundwehrdienst und studierte dann an der Johann Wolfgang Goethe-Universität Frankfurt am Main Rechtswissenschaft. 1982 machte er das erste und 1985 das zweite juristische Staatsexamen. Seit 1985 ist er als Rechtsanwalt zugelassen. Spezialisiert auf Wirtschaftsrecht und Wettbewerbsrecht übte er diesen Beruf bis 1999 in Eschborn aus.

### Parteilaufbahn
Koch trat mit 14 Jahren der CDU-Jugendorganisation Junge Union bei. 1979 wurde Koch im Kreisverband Main-Taunus jüngster Vorsitzender eines CDU-Kreisverbandes. Er zählte zu Beginn seiner politischen Karriere zu den „jungen Wilden“ seiner Partei. Seit 1979 war er Mitglied des sogenannten Andenpaktes, einer Verbindung westdeutscher Politiker innerhalb der CDU. Von 1983 bis 1987 war er stellvertretender Bundesvorsitzender der Jungen Union. Von 1998 bis Juni 2010 war er Landesvorsitzender der CDU Hessen. Koch war bis zum 15. November 2010 außerdem einer der fünf stellvertretenden Bundesvorsitzenden der CDU und damit Mitglied im CDU-Bundesvorstand.

### Abgeordnetentätigkeit
Von 1977 bis 1993 war Koch Mitglied in der Stadtverordnetenversammlung seiner Heimatstadt Eschborn und wurde ebenfalls 1977 Mitglied im Kreistag des Main-Taunus-Kreises, wo er von 1989 bis 1997 Vorsitzender der CDU-Fraktion war.
Von 1987 bis 2010 war Koch als Abgeordneter des Wahlkreises Main-Taunus I Mitglied des Hessischen Landtages. Von 1990 bis 1991 war er CDU-Fraktionsvorsitzender im Landtag. 1991 gab er dieses Amt an Manfred Kanther ab und wurde dessen Stellvertreter. 1993 wurde er erneut Fraktionsvorsitzender und blieb es bis 1999.

### Ministerpräsident

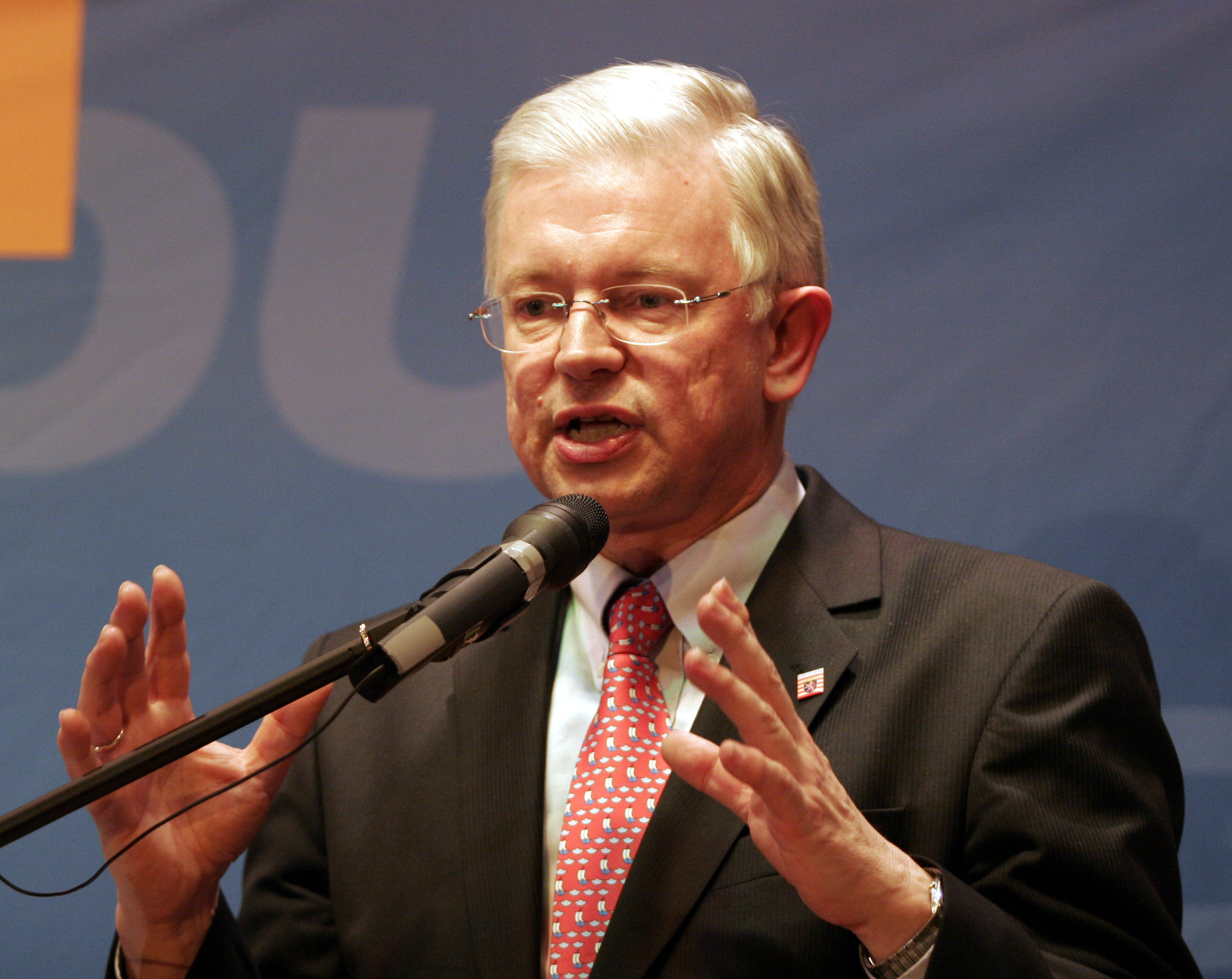
Roland Koch während einer Wahlkampfveranstaltung (2008)

Nachdem die rot-grüne Regierung (Kabinett Eichel II) unter Hans Eichel bei der Landtagswahl im Februar 1999 ihre Mehrheit verloren hatte, bildete die CDU unter Kochs Führung eine Koalition mit der FDP (Kabinett Koch I). Koch wurde am 7. April 1999 als Nachfolger Eichels zum Ministerpräsidenten des Landes Hessen gewählt. Bei der Landtagswahl 2003 erreichte die CDU mit 48,8 % eine absolute Mehrheit der Sitze im Landtag. Koch wurde als Ministerpräsident im Amt bestätigt. Bei der Landtagswahl 2008 verlor die CDU die absolute Mehrheit; auch CDU und FDP zusammen hatten keine absolute Mehrheit der Landtagssitze. Da in der konstituierenden Sitzung des neuen Landtages am 5. April 2008 und auch in den weiteren Sitzungen kein Ministerpräsident gewählt wurde, führte Koch die Regierungsgeschäfte geschäftsführend weiter. Nach der vorgezogenen Landtagswahl 2009, bei der die CDU 37,2 % der Stimmen erhielt, wurde Koch mit den Stimmen von Union und FDP erneut zum Ministerpräsidenten gewählt.

#### Kabinett Koch I

##### Staatsbürgerschaftsrecht
Im Wahlkampf um die Landtagswahl 1999 führte die CDU die Unterschriftenaktion gegen die Reform des deutschen Staatsbürgerschaftsrechts gegen die damalige rot-grüne Bundesregierung durch. Kritiker warfen Koch deswegen vor, Ausländerfeindlichkeit zu schüren und für den Wahlkampf zu instrumentalisieren.

##### Spendenaffäre
Im Zusammenhang mit der Spendenaffäre der Bundes-CDU wurde auch eine Affäre der hessischen CDU bekannt. Unter anderem hatten der ehemalige Innenminister Manfred Kanther und der frühere CDU-Landesschatzmeister Casimir Prinz zu Sayn-Wittgenstein mehrere illegale Parteispenden als angebliches Vermächtnis von verstorbenen Juden verbucht.
Roland Koch erklärte, diese Vorgänge seien ihm nicht bekannt gewesen, und er versprach die „brutalstmögliche Aufklärung“. Auf einer Pressekonferenz am 10. Januar 2000 verschwieg er trotz mehrfacher Nachfrage die Rückdatierung eines Kreditvertrags über 2 Mio. D-Mark, der Geldflüsse in der Parteibuchhaltung rechtfertigen sollte.
Unterstützt durch die CDU und die FDP Hessen verblieb Koch trotz diverser Rücktrittsforderungen im Amt. Der damalige Chef der Staatskanzlei, Franz Josef Jung, trat hingegen zurück, was von Beobachtern als Bauernopfer interpretiert wurde. Die Opposition im hessischen Landtag kritisierte auch insbesondere, dass Kochs Wahlkampf 1998/1999 teilweise durch die schwarzen Kassen finanziert worden war, und klagte erfolglos für eine Annullierung der Wahl.

#### Kabinett Koch II
Bei der Landtagswahl im Februar 2003 gewann die CDU mit Roland Koch erneut, diesmal mit einer absoluten Mehrheit. Ende 2003 entwarfen Koch und der damalige nordrhein-westfälische Ministerpräsident Peer Steinbrück (SPD) einen Plan zum Abbau von Subventionen, das sogenannte Koch-Steinbrück-Papier.

##### Landtagswahl 2008

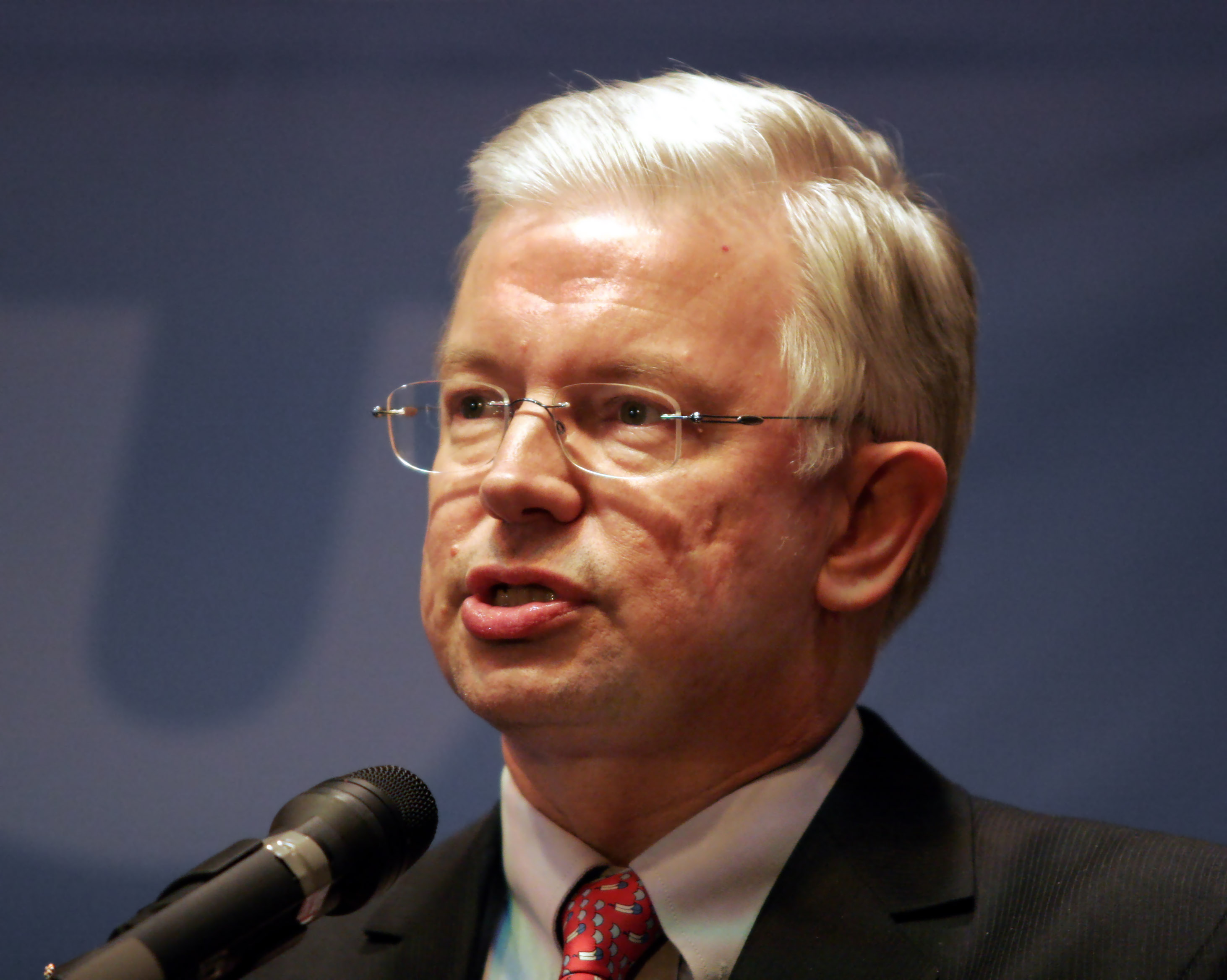
Roland Koch (2008)

2006 wurde Koch vorgeworfen, die Nichtteilnahme der Freien Wähler Hessen an der Landtagswahl mit finanziellen Zusagen „kaufen“ zu wollen. Dies war auch Gegenstand eines Untersuchungsausschusses.
Im Dezember 2007 verprügelten zwei ausländische Jugendliche einen Rentner in einer Münchener U-Bahn-Station, nachdem dieser die beiden aufgefordert hatte, ihre Zigaretten auszumachen. Der Rentner erlitt einen mehrfachen Schädelbruch. Roland Koch forderte daraufhin eine Verschärfung des Jugendstrafrechts, sprach sich indirekt für eine Abschiebung krimineller Ausländer aus und thematisierte beides auch in seinem Wahlkampf. „Wer sich als Ausländer nicht an unsere Regeln hält, ist hier fehl am Platz“ sagte er der Bild-Zeitung. Der Generalsekretär des Zentralrats der Juden in Deutschland, Stephan Kramer, warf Koch NPD-Nähe vor. CDU-Generalsekretär Ronald Pofalla wies die Kritik zurück. Der Vorwurf, Kochs Wahlkampf unterscheide sich kaum noch von dem der NPD, sei „an Absurdität gar nicht mehr zu überbieten“. Unterstützung für seinen Vorstoß erhielt Koch vom Weißen Ring, der Migrantenverbänden Verharmlosung vorhielt.
Koch polarisierte im Wahlkampf ebenfalls mit einer Plakataktion, auf der er mit dem Slogan „Ypsilanti, Al-Wazir und die Kommunisten stoppen!“ warb. Ihm wurde daraufhin vorgeworfen, die ausländisch klingenden Namen absichtsvoll gewählt zu haben, um auch die Stimmen von Wählern mit ausländerfeindlichen Ressentiments zu mobilisieren. Der damit ebenfalls angeschlagene persönlich verletzende Tonfall gegenüber Tarek Al-Wazir (dem Spitzenkandidaten der Grünen) und Andrea Ypsilanti (der Spitzenkandidatin der SPD) gilt als einer der Gründe, warum Koalitionsverhandlungen mit den Grünen und der SPD nach der Wahl erfolglos verliefen. Während der Koalitionsverhandlungen machten SPD und Grüne zur Bedingung, dass Roland Koch nicht Ministerpräsident werde; dies lehnte die CDU ab.
Später wurde Koch auch innerparteilich kritisiert, etwa indirekt in einem offenen Brief von 17 prominenten Unionspolitikern in der Zeit, die darin schrieben: „Integrationspolitik ist so fundamental für die Zukunft unseres Landes, dass sie nicht zum Wahlkampfthema degradiert werden darf.“ Eine Studie der CDU-nahen Konrad-Adenauer-Stiftung kritisierte Kochs Wahlkampf; die Debatte um Jugendkriminalität habe ihm geschadet.
Bei den Wahlen zum 17. Hessischen Landtag am 27. Januar 2008 verlor die Hessen-CDU unter seinem Vorsitz 12 Prozentpunkte, wurde aber mit 36,8 % der Wählerstimmen knapp vor der SPD (36,7 %) stärkste Kraft. SPD und CDU erhielten gleich viele Abgeordnetensitze im hessischen Landtag und beide Parteien hatten mit ihren traditionellen Koalitionspartnern keine absolute Mehrheit. Da keine Regierungsbildung erfolgte, blieb Koch laut Hessischer Verfassung als geschäftsführender Ministerpräsident im Amt.

#### Kabinett Koch III
Nachdem der Versuch einer Regierungsbildung von SPD und Grünen unter Tolerierung der Partei Die Linke unter anderem am Widerstand von vier SPD-Abgeordneten gescheitert war, erfolgte die Auflösung des Landtages und eine Neuwahl im Januar 2009. Roland Koch wurde von der CDU erneut als Spitzenkandidat nominiert. Ein Fernsehduell mit dem Spitzenkandidaten der hessischen SPD Thorsten Schäfer-Gümbel lehnte Koch ab. Die CDU gewann gegenüber der Wahl 2008 leicht hinzu, wohingegen die SPD 13 Prozentpunkte verlor. Die CDU stellte nun mit deutlichem Abstand zur SPD die stärkste Fraktion im Landtag und bildete zusammen mit der FDP die Landesregierung. Koch wurde am 5. Februar 2009 als Ministerpräsident wiedergewählt. Dabei stimmten vier Koalitionsabgeordnete nicht für ihn: eine Nein-Stimme, eine ungültige Stimme und zwei leer abgegebene Stimmzettel.

### Rückzug aus der Politik und Wechsel in die Wirtschaft
Am 25. Mai 2010 gab Koch auf einer Pressekonferenz bekannt, dass er am 31. August 2010 von seinem Amt als Ministerpräsident zurückzutreten, sein Landtagsmandat niederzulegen und alle parteipolitischen Funktionen aufzugeben gedenke. Beim Parteitag der hessischen CDU am 12. Juni 2010 trat er nicht mehr als deren Vorsitzender an, und im November 2010 kandidierte er auch nicht mehr als einer der vier stellvertretenden Vorsitzenden seiner Partei auf Bundesebene. Als Grund für seinen Rückzug aus der Politik deutete Koch an, er wolle künftig in der Wirtschaft tätig werden. Beim Parteitag der hessischen CDU am 12. Juni 2010 wurde er mit 96 % der Stimmen zum Ehrenvorsitzenden der CDU Hessen gewählt.
Roland Koch wurde am 30. August 2010 in einer Feier mit militärischer Serenade verabschiedet und trat am Folgetag offiziell vom Amt des Ministerpräsidenten zurück. Als sein Nachfolger wurde der bisherige hessische Innenminister Volker Bouffier (CDU) gewählt. Mit Ablauf des 1. September 2010 legte Koch auch sein Landtagsmandat nieder. Nachrücker im Landtag wurde Christian Heinz.
Am 29. Oktober 2010 entschied der Aufsichtsrat des Baukonzerns Bilfinger Berger, Roland Koch ab 1. März 2011 als Vorstandsmitglied und zum 1. Juli 2011 als Vorstandsvorsitzenden des Unternehmens zu berufen. Kritiker wandten ein, es bestehe möglicherweise ein Zusammenhang mit der Auftragsvergabe für den Bau der neuen Landebahn Nordwest und anderer Bauprojekte des Frankfurter Flughafens, dessen Anteilseigner unter anderem das Land Hessen ist. Im Jahr 2012 hat Roland Koch 1,5 Millionen Euro bei Bilfinger verdient.
Am 9. November 2010 wurde mitgeteilt, dass Koch zum 1. Januar 2011 auch Aufsichtsratsvorsitzender der deutschen Tochter der Großbank UBS werden soll. Diese Funktion übte er bis Juni 2021 aus.
Am 4. August 2014 teilte Bilfinger mit, dass Koch am 8. August 2014 aus dem Unternehmen ausscheidet. Noch am selben Tag verkündete Koch seinen Rücktritt; er erhielt bis zum Ende seines Vertrags im Februar 2016 sein Gehalt von 2,35 Millionen Euro pro Jahr weiter. Bereits im Juli hatte der bisherige Bilfinger-Aufsichtsrat Holger Timmer Koch Managementfehler vorgeworfen. Koch selbst nannte das Unternehmen, trotz eines Gewinneinbruchs, bei seinem Rücktritt „unverändert erfolgreich“. Der Hauptgeschäftsführer der Deutschen Schutzvereinigung für Wertpapierbesitz (DSW), Marc Tüngler, bezeichnete dagegen den ehemaligen Vorstandsvorsitzenden auf der Hauptversammlung 2015 als den Hauptverantwortlichen der Unternehmenskrise.
Am 20. Februar 2018 beschloss der Aufsichtsrat von Bilfinger SE Schadenersatz von allen zwischen 2006 und 2015 amtierenden Vorstandsmitgliedern zu verlangen.
Seit März 2015 ist Koch Mitglied des Aufsichtsrats von Vodafone.
Im Oktober 2018 wurde bekannt, dass Opel 2016 Roland Kochs Dienste als Rechtsberater in Anspruch genommen hatte. Beim Zafira Tourer funktionierte seinerzeit die Abgasreinigung nur eingeschränkt. Der damalige Bundesverkehrsminister Alexander Dobrindt (CSU) bestellte daraufhin den damaligen Opel-Chef Karl-Theodor Neumann ein, der überraschend Roland Koch an seiner Seite gehabt habe.
In einem Gastbeitrag in der FAZ vom 28. September 2018 forderte der ehemalige hessische Ministerpräsident, dass der Staat darauf zu achten habe, „nicht durch Überreaktion in eine Rolle zu kommen, die sowohl seine Kompetenzen übersteigt als auch die Wettbewerbsfähigkeit einer wichtigen Industrie ruiniert.“ Für das Kraftfahrt-Bundesamt stellten sich „ähnliche Fragen wie für die Finanzaufsicht vor einigen Jahren. Dort wurde sehr viel neues Personal eingestellt, das heute bestrebt ist, in allen Einzelfragen immer das gleiche Wissensniveau zu haben wie die kontrollierte Industrie.“

### Sonstiges Engagement
Koch hat seit Ende der 1980er Jahre gute Verbindungen nach Tibet; er gilt als Ansprechpartner Deutschlands für tibetische Politiker.
Seit dem 1. Januar 2003 ist Koch ehrenamtlich Aufsichtsratsvorsitzender der Hessischen Staatsweingüter Kloster Eberbach.
Von 2010 bis 2024 war er Vorsitzender der Gesellschafterversammlung der Deutschen Kinder- und Jugendstiftung.
Seit November 2017 ist Koch Professor of Management Practice in Regulated Environments an der Frankfurt School of Finance & Management.
Gemeinsam mit seiner Frau Anke hat Roland Koch die Schirmherrschaft für den Tuberöse Sklerose Deutschland e. V. übernommen und ist zudem Stiftungsvorstand der Deutsche Tuberöse Sklerose Stiftung.
Seit November 2020 ist Koch Vorsitzender der Ludwig-Erhard-Stiftung.

### Privates
Roland Koch ist römisch-katholisch, verheiratet und hat zwei Söhne.

## Politische Positionen

### Grundeinstellung
Helmut Kohl galt als Kochs politischer Ziehvater, Unterstützer und Ratgeber. Koch arbeitete bundespolitisch an den Verhandlungen zur Neustrukturierung der Verhältnisse zwischen Bund und Ländern mit und gilt als Finanz- und Wirtschaftsexperte sowie Vertreter des konservativ-christlichen Flügels der CDU. Ihm wurde ein ambivalentes Verhältnis zu Angela Merkel zugeschrieben. Einerseits wurde er als Angela Merkels „bester Mann“ bezeichnet, andererseits wurde ihm ein gespanntes Verhältnis zur Bundeskanzlerin nachgesagt, vor allem aufgrund eigener politischer Ambitionen galt er als Rivale der Kanzlerin. Dabei wurde ihm unterstellt, er polarisiere und positioniere sich vielfach als „konservativer Hardliner“. Sein Biograph Hajo Schumacher schrieb 2004, er sei ein „Risikopolitiker“ und „kein Moralpolitiker, sondern ein politischer Ökonom, ein Machtmathematiker“. Im November 2013 zitierte eine Zeitung Koch mit der Aussage, die „völlig unsinnige Dauer-Subventionierung“ von Photovoltaikanlagen auf deutschen Dächern lasse sich nur stoppen, wenn „man Steine drauf wirft“; später gab er an, in dieser Sache als Solargegner missverstanden worden zu sein, er habe mehr die Art der Subventionierung kritisiert.

### Bildungspolitik
Unter Roland Koch brachte die hessische Landesregierung im Dezember 2003 gegen großen Protest ein Studienguthabengesetz in den Landtag ein. Zum Wintersemester 2007/08 führte die Hessische Landesregierung unter Roland Koch allgemeine Studiengebühren von 500 bis 1500 Euro pro Semester ein. Die Gebührenerhebung war umstritten und nach der Auffassung vieler Rechtsexperten nicht mit der Landesverfassung vereinbar. Über 78.000 Bürger in Hessen unterzeichneten hierzu eine Volksklage. Die Oppositionsparteien im Landtag reichten ebenfalls eine Klage ein. Am 11. Juni 2008 erklärte der hessische Staatsgerichtshof mit sechs zu fünf Stimmen das Gebührensystem als mit der Landesverfassung vereinbar.
Nach der Landtagswahl in Hessen am 27. Januar 2008 wurde das Gesetz am 17. Juni 2008 vom Landtag wieder abgeschafft.
Im Jahr 2005 wurde die Einführung des Abiturs nach zwölf Schuljahren beschlossen, 2007 die Einführung des Zentralabiturs. Die Anzahl der freiwilligen und verpflichtenden Ganztagsschulen sowie die Betreuungsangebote für Grundschüler wurden erhöht.
Koch unterstützte 2007 das in der Öffentlichkeit stark kritisierte Vorhaben von Karin Wolff, die biblische Schöpfungslehre künftig im Biologieunterricht zu behandeln. Zahlreiche Medien sahen in diesem Vorschlag einen Versuch der Etablierung des Kreationismus in hessischen Schulen, nachdem Wolff zuvor erklärt hatte, dass sie keinen Widerspruch zwischen der biologischen Evolutionstheorie und der Erklärung in der Bibel sehe.

### Privatisierungen
Mitte 2004 beschloss die hessische Landesregierung, die mittelhessischen Universitätskliniken in Gießen und Marburg zu fusionieren und die neu entstandene Universitätsklinikum Gießen und Marburg GmbH an einen privaten Betreiber (Rhön-Klinikum) zu verkaufen. Im Jahr 2005 verabschiedete der hessische Landtag ein Autonomiegesetz (Gesetz zur organisatorischen Fortentwicklung der Technischen Universität Darmstadt), welches die TU Darmstadt als erste deutsche Universität in die vollständige Autonomie entließ. Seither kann die TU Darmstadt u. a. den Haushalt und die Liegenschaften selbst verwalten sowie selbständig mit Professoren über ihr Gehalt und ihre Ausstattung verhandeln und sie ernennen.
Ende 2005 wurde die deutschlandweit erste teilprivatisierte Justizvollzugsanstalt (JVA Hünfeld, 502 Haftplätze) in Betrieb genommen.
Während Kochs Amtszeit als Ministerpräsident verkaufte das Land Hessen zudem mehr als 50 landeseigene Immobilien und mietete sie anschließend zu hohen Kosten wieder an.

### Länderfinanzausgleich
Koch sprach sich 2010 zusammen mit Horst Seehofer für eine Änderung des Länderfinanzausgleichs aus. Das Land Hessen zahle jährlich ca. 1,9 Mrd. Euro. Koch schloss einen Gang vor das Bundesverfassungsgericht nicht aus. Er verwies darauf, dass Hessen einen weit überproportionalen Teil des Länderfinanzausgleichs in Deutschland leiste.

### Frankfurter Flughafen
Roland Koch war von 1999 bis 2003 Aufsichtsratsvorsitzender der Fraport AG, an der das Land Hessen seinerzeit einen Anteil von etwa 45 Prozent hatte. Neben seinem Einsatz für den Ausbau des Frankfurter Flughafens geriet dabei auch seine Doppelfunktion als Ministerpräsident und Aufsichtsratsvorsitzender in die Kritik. Im November 2003 soll sich Koch dafür eingesetzt haben, dass die Gehälter zweier Vorstandsmitglieder um fast 50 Prozent angehoben werden. Vor dem Hintergrund, dass im selben Jahr das Weihnachtsgeld für die Betriebsrentner der Fraport ersatzlos gestrichen wurde, stieß auch dieses Vorgehen auf Kritik.
Koch setzte sich für einen Ausbau des Frankfurter Flughafens ein. Das von ihm angestrebte Nachtflugverbot war jedoch nach Meinung der Landesregierung rechtlich nicht durchsetzbar, so dass am 18. Dezember 2007 durch das Wirtschaftsministerium eine Ausbaugenehmigung erteilt wurde, die zwar eine massive Reduzierung der Nachtflüge, aber kein Verbot vorsah. Koch wurde daraufhin von Seiten der Opposition und der Ausbaugegner Wortbruch vorgeworfen.
2012 wurde sein Haus in Eschborn aus Protest 20 Minuten lang mit Fluglärm beschallt, welcher aus dem Frankfurter Stadtteil Sachsenhausen live übertragen wurde.

### Kernenergie
2006 sprach sich Koch dafür aus, eine Option für den Bau neuer Kernkraftwerke offen zu halten. Er verwies dabei auf das Nachbarland Frankreich, in welchem Kernkraftwerke der „nächsten Generation“ gebaut würden. 2013 bezeichnete er den Ausstieg aus der Kernkraft als alternativlos.

### Vermögensteuer
Am 12. Dezember 2002 warf Koch ver.di-Chef Frank Bsirske vor, in der Vermögensteuerdebatte Namen reicher Deutscher genannt zu haben. In Anspielung auf den in der Zeit des Nationalsozialismus eingeführten Judenstern äußerte er, dies sei „eine neue Form von Stern an der Brust“ und „eine schlimme Parallele zu anderen Zeiten“. Koch hat sich später für diesen Vergleich entschuldigt.

### Kopftuchverbot
Das seit 2004 geltende Kopftuchverbot wurde von der hessischen Landesregierung beschlossen und vom hessischen Staatsgerichtshof mit sechs zu fünf Stimmen am 10. Dezember 2007 als verfassungskonform bestätigt. Hessen verbietet damit Beamten das Tragen von Kleidungsstücken, die den „politischen Frieden gefährden“ können.

### Causa Brender
Im Jahr 2009 wurde bekannt, dass mehrere CDU-Politiker unter Führung von Koch darauf hinwirkten, den Vertrag von ZDF-Chefredakteur Nikolaus Brender nicht zu verlängern. Kochs Vorgehen im Rahmen seines Amtes als stellvertretender Vorsitzender im ZDF-Verwaltungsrat wurde unter anderem durch einen offenen Brief von 35 Verfassungsrechtlern gerügt.

## Auszeichnungen
- 2000: Ritter der Verdienstorden der Republik Polen[53]
- 2002: Großes Silbernes Ehrenzeichen am Bande für Verdienste um die Republik Österreich[54]
- 2007: Großes Verdienstkreuz mit Stern und Schulterband[55]
- 2007: Europäischer Karlspreis der Sudetendeutschen Landsmannschaft
- 2008: Goldene Ehrenstatue Hipolit Cegielski der Hipolit-Cegielski-Gesellschaft[56]
- 2011: Großkreuz des Verdienstordens der Bundesrepublik Deutschland[57]
- 2011: Ehrenplakette des Bundes der Vertriebenen
- 2017: Wilhelm-Leuschner-Medaille
- 2017: Ehrendoktorwürde der Rechtshochschule Hanoi[58]
- 2018: Alfred-Dregger-Medaille in Gold[59]
- 2018: Ehrendoktorwürde der juristischen Fakultät der European Business School Wiesbaden

## Veröffentlichungen (Auswahl)
- Konservativ – Ohne Werte und Prinzipien ist kein Staat zu machen. Herder, Freiburg 2010, ISBN 978-3-451-30441-5.
- (Hrsg.): Heinrich von Brentano: Ein Wegbereiter der europäischen Integration. Oldenbourg, München 2004, ISBN 3-486-56820-5.
- Mit Hugo Müller-Vogg: Beim Wort genommen: Roland Koch im Gespräch mit Hugo Müller-Vogg. Societäts-Verlag, Frankfurt 2002, ISBN 3-7973-0829-9.
- (Hrsg.): Die Zukunft der Bürgergesellschaft: Ehrenamt: neue Ideen & Projekte. Verlag Olzog, München 2002, ISBN 3-7892-8086-0.
- Gemeinsam Chancen nutzen: Reden und Aufsätze des hessischen Ministerpräsidenten Roland Koch. Societäts-Verlag, Frankfurt 2001, ISBN 3-7973-0793-4.
- Vision 21: Ein Gegenmodell zur rot-grünen Republik. Blazek und Bergmann, Frankfurt am Main 1998, ISBN 3-9806536-0-9.
- (Hrsg.): Aktive Bürgergesellschaft: Mitgestalten, mitverantworten. Olzog, München 1998, ISBN 3-7892-9343-1.